# Love Among the Geysers
Love Among the Geysers è un cortometraggio muto del 1912 diretto da J. Searle Dawley.

## Produzione
Il film fu prodotto dalla Edison Manufacturing Company. Venne girato nel Wyoming, nel Yellowstone National Park.

## Distribuzione
Distribuito dalla General Film Company, il film - un cortometraggio in una bobina - uscì nelle sale cinematografiche degli Stati Uniti il 25 dicembre 1912.